# Saský kněz
Saský kněz je plemeno holuba domácího pocházející z Německa. Je to středně velký holub tzv. polního typu, tvarem těla i velikostí se příliš neliší od holuba skalního. Jeho šlechtění je zaměřeno na dokonalou barvu a kresbu opeření a na rozvoj pernatých ozdob, vrkočů na hlavě a dlouhých rousů. V seznamu plemen EE se řadí do plemenné skupiny barevných holubů a je zapsán pod číslem 0466.
Je to celobarevný holub s bílou čepičkou, barevné rozhraní prochází od zobáku středem očí do záhlaví. Jméno získal díky podobnosti tohoto zbarvení s tonzurou kněží. Hlava je zdobená dvěma vrkoči: předním vrkočem je kruhová čelní péřová růžice, zadní vrkoč je tvořený lasturovitou, bohatě propeřenou chocholkou. Pernaté ozdoby doplňují dlouhé rousy vyrůstající z běháků, doplněné supímy pery, které rostou z lýtek ptáka. Chová se jen v několika barevných rázech: černém, modrém, červeném a žlutém bělopruhém nebo šupkatém a v rázu modrém bezpruhém. Je to ryze okrasné plemeno, které však lze chovat i volně, jen před výstavou by měli být ptáci zavření v prostorném holubníku, aby si nepoškodili rousy. Holoubata odchovává saský kněz dobře, ale v chovné sezóně je doporučeno zkrátit rousy, aby nedocházelo k vyhazování vajec a mláďat z hnízd.